# Nielsbohrita
La nielsbohrita és un mineral de la classe dels fosfats. Rep el nom del físic danès Niels Henrik David Bohr (Copenhaguen, 7 d'octubre de 1885 - ídem 18 de novembre de 1962).

## Característiques
La nielsbohrita és un arsenat de fórmula química K(UO₂)₃(AsO₄)(OH)₄·H₂O. Va ser aprovada com a espècie vàlida per l'Associació Mineralògica Internacional l'any 2007. Cristal·litza en el sistema ortoròmbic. La seva duresa a l'escala de Mohs és 2.
L'exemplar que va servir per a determinar l'espècie, el que es coneix com a material tipus, es troba conservat al Museu Estatal d'Història Natural Stuttgart, a Alemanya, i el cristall fet servir per al seu estudi estructural al laboratori de mineralogia de la Universitat de Lieja (Bèlgica), amb el número de registre: 20355.

## Formació i jaciments
Va ser descoberta al dipòsit d'urani de la Vall de Krunkelbach, a la localitat de St. Blasien (Baden-Württemberg, Alemanya), on sol trobar-se associada a altres minerals com: schoepita, quars, pirita, metazeunerita, hematites i barita. Es tracta de l'únic indret de tot el planeta on ha estat descrita aquesta espècie mineral.